# Auslandswahlbezirk (Senato della Repubblica)
Der Auslandswahlbezirk ist ein Wahlbezirk (circoscrizione elettorale) für den italienischen Senat (seit 2003).

## Wahlergebnisse

### Wahl 2006
| Listen                   | Listen                                       | Stimmen   | %    | Mandate |
| ------------------------ | -------------------------------------------- | --------- | ---- | ------- |
|                          | L’Unione                                     | 393.357   | 44,1 | 4       |
|                          | Forza Italia                                 | 186.386   | 20,9 | 1       |
|                          | Associazioni Italiane in Sud America         | 85.745    | 9,6  | 1       |
|                          | Per l’Italia nel Mondo                       | 65.055    | 7,3  | –       |
|                          | Unione di Centro                             | 57.278    | 6,4  | –       |
|                          | Italia dei Valori                            | 26.486    | 3,0  | –       |
|                          | Lega Nord – Movimento per l’Autonomia        | 18.544    | 2,1  | –       |
|                          | Popolari UDEUR                               | 13.507    | 1,5  | –       |
|                          | Unione Sudamericana Emigrati Italiani        | 12.552    | 1,4  | –       |
|                          | Partito degli Italiani nel Mondo             | 10.888    | 1,2  | –       |
|                          | L’Altra Sicilia per il Sud                   | 9.497     | 1,1  | –       |
|                          | Fiamma Tricolore                             | 8.575     | 1,0  | –       |
|                          | Alternativa Indipendente Italiani all’Estero | 3.191     | 0,4  | –       |
| Gesamt                   | Gesamt                                       | 891.061   | 100  | 6       |
|                          |                                              |           |      |         |
| Ungültige Stimmen        | Ungültige Stimmen                            | 71.046    | 7,4  |         |
| Wähler                   | Wähler                                       | 962.107   | 39,6 |         |
| Wahlberechtigte          | Wahlberechtigte                              | 2.432.340 |      |         |
|                          |                                              |           |      |         |
| Quelle: Innenministerium |                                              |           |      |         |

### Wahl 2008
| Listen                   | Listen                                    | Stimmen   | %    | Mandate |
| ------------------------ | ----------------------------------------- | --------- | ---- | ------- |
|                          | Il Popolo della Libertà                   | 322.698   | 33,9 | 3       |
|                          | Partito Democratico                       | 314.703   | 33,0 | 2       |
|                          | Movimento Associativo Italiani all’Estero | 72.511    | 7,6  | 1       |
|                          | Associazioni Italiane in Sud America      | 60.794    | 6,4  | –       |
|                          | Unione di Centro                          | 57.817    | 6,1  | –       |
|                          | Italia dei Valori                         | 38.357    | 4,0  | –       |
|                          | Partito Socialista                        | 28.149    | 3,0  | –       |
|                          | La Sinistra l’Arcobaleno                  | 27.067    | 2,8  | –       |
|                          | La Destra – Fiamma Tricolore              | 13.139    | 1,4  | –       |
|                          | L’Altra Sicilia per il Sud                | 8.391     | 0,9  | –       |
|                          | Sinistra Critica                          | 5.855     | 0,6  | –       |
|                          | Consumatori Civici Italiani               | 3.663     | 0,4  | –       |
| Gesamt                   | Gesamt                                    | 953.144   | 100  | 6       |
|                          |                                           |           |      |         |
| Ungültige Stimmen        | Ungültige Stimmen                         | 106.481   | 10,0 |         |
| Wähler                   | Wähler                                    | 1.059.625 | 40,3 |         |
| Wahlberechtigte          | Wahlberechtigte                           | 2.627.832 |      |         |
|                          |                                           |           |      |         |
| Quelle: Innenministerium |                                           |           |      |         |

### Wahl 2013
| Listen                   | Listen                                    | Stimmen   | %    | Mandate |
| ------------------------ | ----------------------------------------- | --------- | ---- | ------- |
|                          | Partito Democratico                       | 274.732   | 30,7 | 4       |
|                          | Con Monti per l’Italia (SC – UDC – FLI)   | 177.402   | 19,8 | 1       |
|                          | Il Popolo della Libertà                   | 136.052   | 15,2 | –       |
|                          | Movimento Associativo Italiani all’Estero | 120.290   | 13,4 | 1       |
|                          | Movimento 5 Stelle                        | 89.562    | 10,0 | –       |
|                          | Unione Sudamericana Emigrati Italiani     | 38.223    | 4,3  | –       |
|                          | Italiani per la Libertà                   | 15.260    | 1,7  | –       |
|                          | Rivoluzione Civile                        | 14.134    | 1,6  | –       |
|                          | Unione Italiani in Sudamerica             | 10.811    | 1,2  | –       |
|                          | Fare per Fermare il Declino               | 7.892     | 0,9  | –       |
|                          | Partito Comunista                         | 7.578     | 0,8  | –       |
|                          | Insieme per gli Italiani                  | 3.223     | 0,4  | –       |
| Gesamt                   | Gesamt                                    | 895.159   | 100  | 6       |
|                          |                                           |           |      |         |
| Ungültige Stimmen        | Ungültige Stimmen                         | 114.762   | 11,4 |         |
| Wähler                   | Wähler                                    | 1.009.921 | 32,1 |         |
| Wahlberechtigte          | Wahlberechtigte                           | 3.149.501 |      |         |
|                          |                                           |           |      |         |
| Quelle: Innenministerium |                                           |           |      |         |

### Wahl 2018
| Listen                   | Listen                                    | Stimmen   | %    | Mandate |
| ------------------------ | ----------------------------------------- | --------- | ---- | ------- |
|                          | Partito Democratico                       | 279.489   | 27,1 | 2       |
|                          | Lega – Forza Italia – Fratelli d’Italia   | 226.885   | 22,0 | 2       |
|                          | Movimento 5 Stelle                        | 182.715   | 17,7 | –       |
|                          | Movimento Associativo Italiani all’Estero | 110.879   | 10,7 | 1       |
|                          | Unione Sudamericana Emigrati Italiani     | 68.233    | 6,6  | 1       |
|                          | Liberi e Uguali                           | 57.761    | 5,6  | –       |
|                          | +Europa                                   | 55.625    | 5,4  | –       |
|                          | Civica Popolare                           | 32.660    | 3,2  | –       |
|                          | Noi con l’Italia – UDC                    | 10.856    | 1,1  | –       |
|                          | Movimento delle Libertà                   | 6.960     | 0,7  | –       |
| Gesamt                   | Gesamt                                    | 1.032.063 | 100  | 6       |
|                          |                                           |           |      |         |
| Ungültige Stimmen        | Ungültige Stimmen                         | 128.922   | 11,1 |         |
| Wähler                   | Wähler                                    | 1.160.985 | 30,3 |         |
| Wahlberechtigte          | Wahlberechtigte                           | 3.835.780 |      |         |
|                          |                                           |           |      |         |
| Quelle: Innenministerium |                                           |           |      |         |

### Wahl 2022
| Listen                   | Listen                                                  | Stimmen   | %    | Mandate |
| ------------------------ | ------------------------------------------------------- | --------- | ---- | ------- |
|                          | Partito Democratico – Italia Democratica e Progressista | 370.549   | 34,0 | 3       |
|                          | Lega – Forza Italia – Fratelli d’Italia                 | 295.467   | 27,1 | –       |
|                          | Movimento Associativo Italiani all’Estero               | 138.337   | 12,7 | 1       |
|                          | Movimento 5 Stelle                                      | 101.925   | 9,3  | –       |
|                          | Azione – Italia Viva                                    | 76.152    | 7,0  | –       |
|                          | Unione Sudamericana Emigrati Italiani                   | 55.523    | 5,1  | –       |
|                          | Movimento delle Libertà                                 | 23.384    | 2,1  | –       |
|                          | Impegno Civico – Centro Democratico                     | 14.610    | 1,3  | –       |
|                          | L’Italia del Meridione                                  | 14.200    | 1,3  | –       |
| Gesamt                   | Gesamt                                                  | 1.090.147 | 100  | 4       |
|                          |                                                         |           |      |         |
| Ungültige Stimmen        | Ungültige Stimmen                                       | 143.681   | 11,6 |         |
| Wähler                   | Wähler                                                  | 1.233.828 | 26,0 |         |
| Wahlberechtigte          | Wahlberechtigte                                         | 4.743.980 |      |         |
|                          |                                                         |           |      |         |
| Quelle: Innenministerium |                                                         |           |      |         |